# 치즈케이크
치즈케이크(Cheesecake)는 치즈를 넣어 구운 케이크이다. 코티지 치즈, 크림 치즈, 마스카르포네, 리코타, 크바르크 등 부드러운 생치즈와 달걀, 설탕 등으로 구워 내며, 아래에 크러스트가 있는 케이크도 있다.
바닐라, 향신료, 레몬, 초콜릿, 호박 또는 기타 맛을 메인 치즈 층에 첨가할 수 있다. 완성된 디저트에 과일, 휘핑 크림, 견과류, 쿠키, 과일 소스, 초콜릿 시럽 또는 기타 재료를 토핑하여 풍미와 시각적 매력을 더할 수 있다.

## 사진

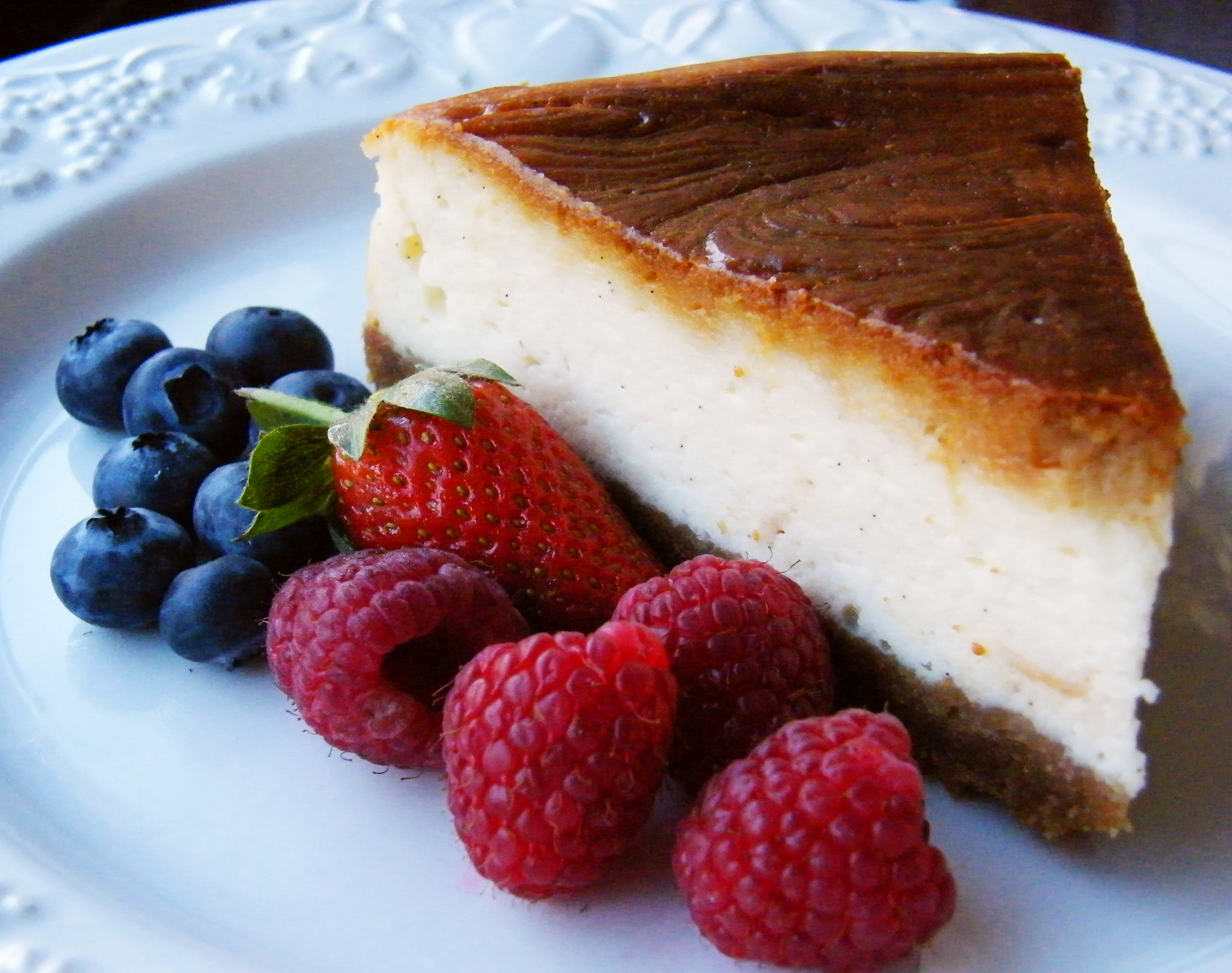
뉴욕 치즈케이크 (미국)
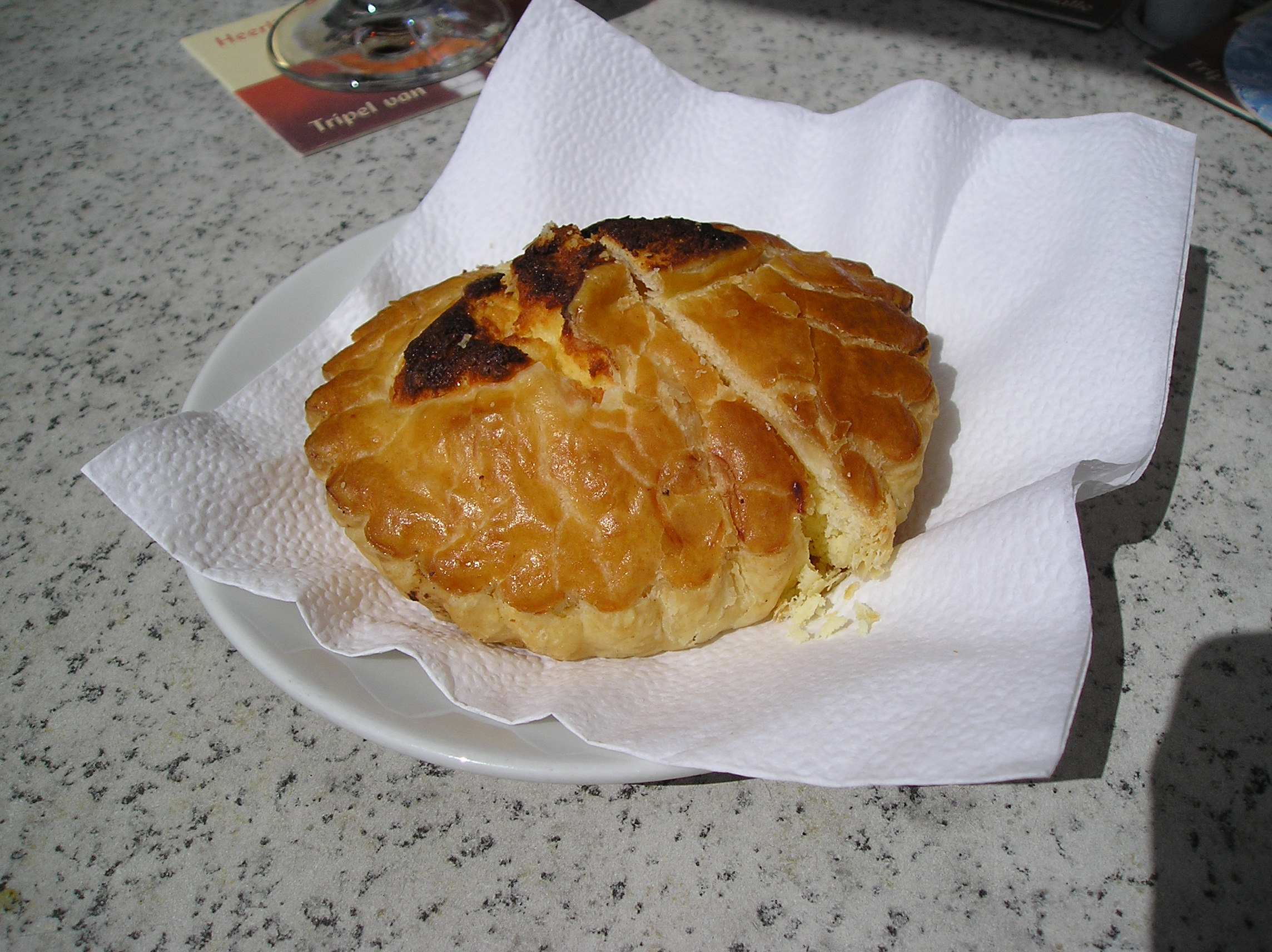
마텐타르트 (벨기에)
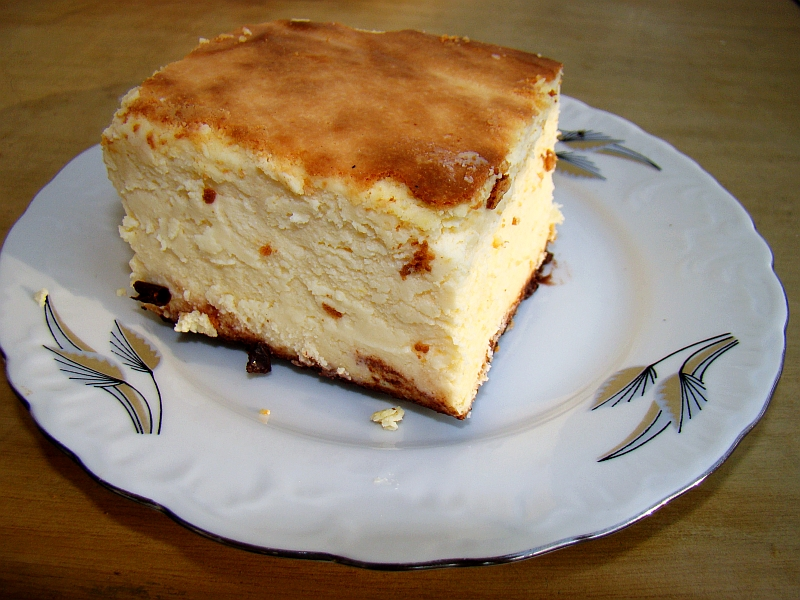
세르니크 (폴란드)
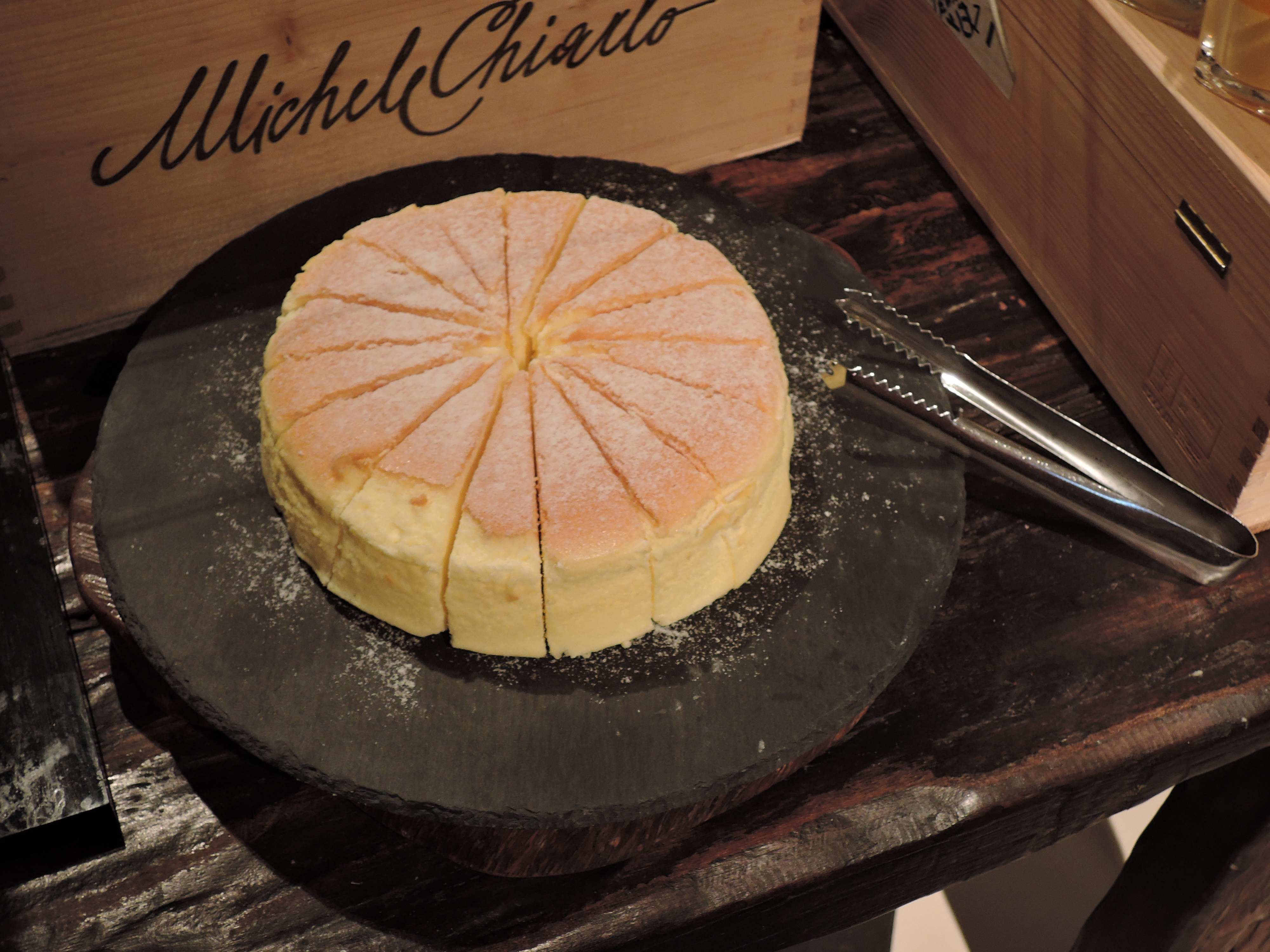
수플레 치즈 케이크 (일본)
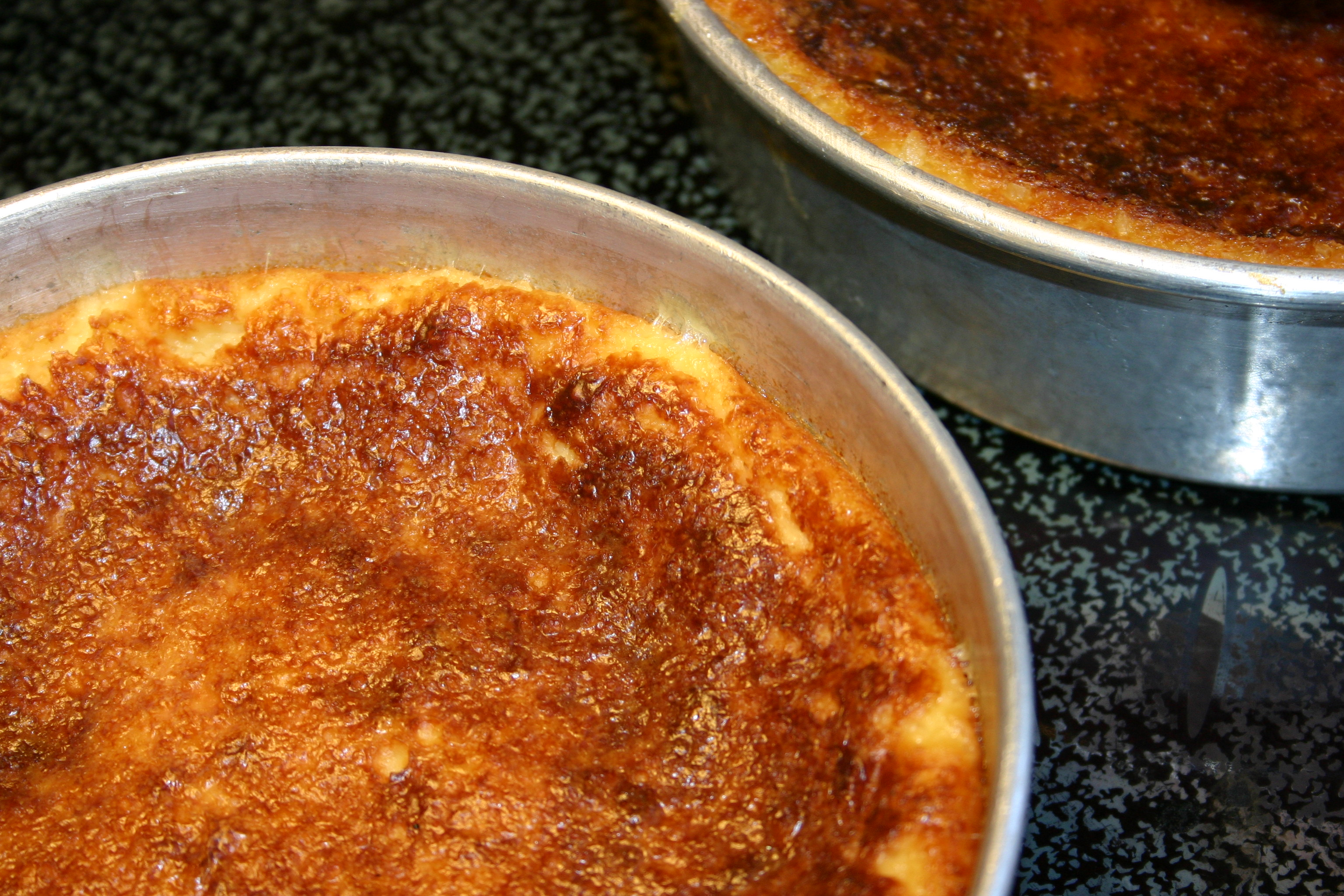
오스트카카 (스웨덴)
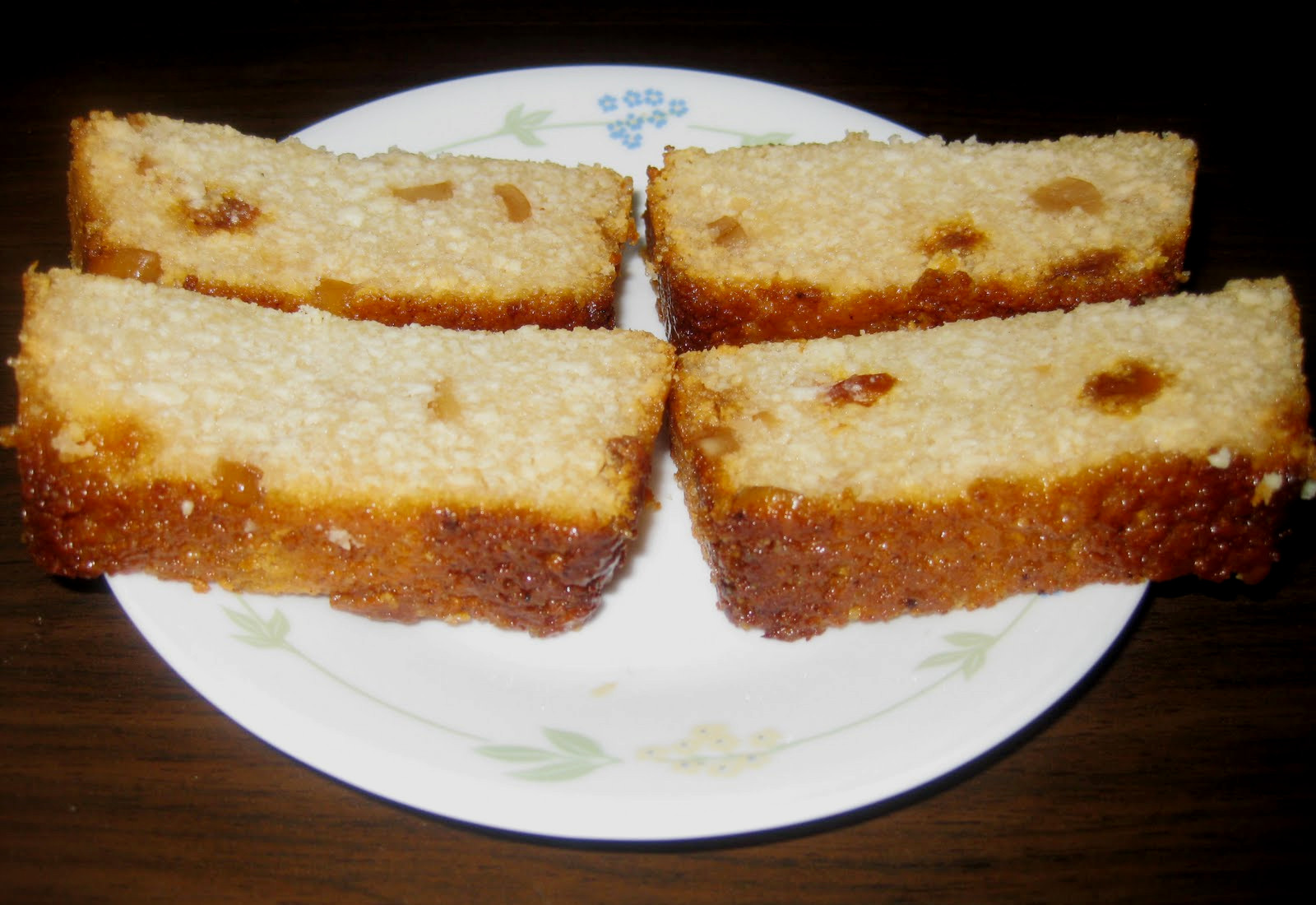
체나포로 (인도)
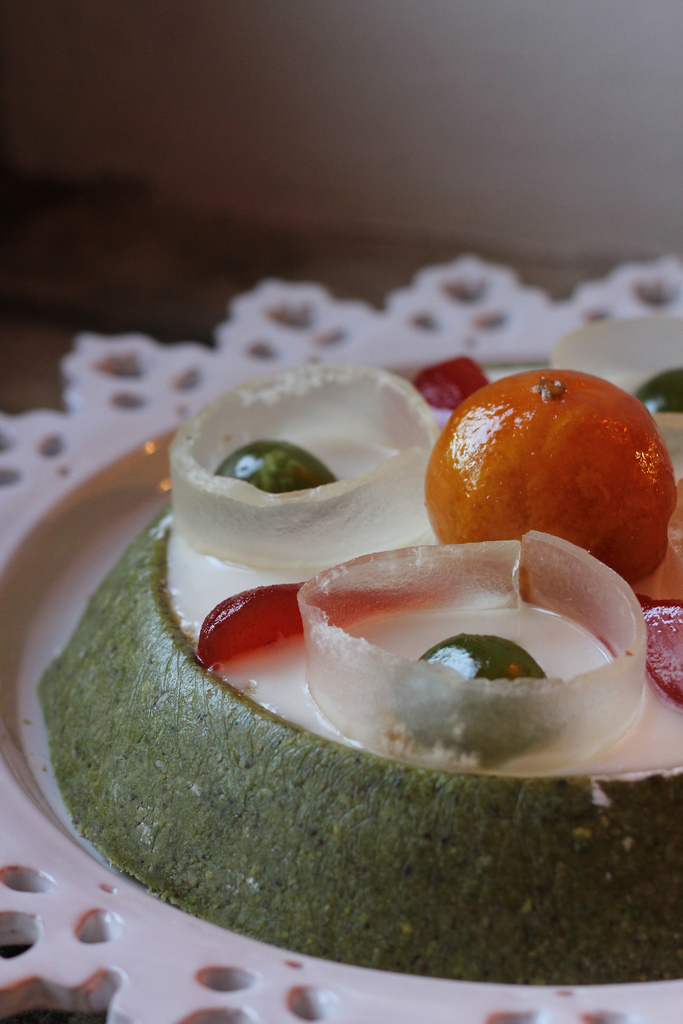
카사타 (시칠리아)
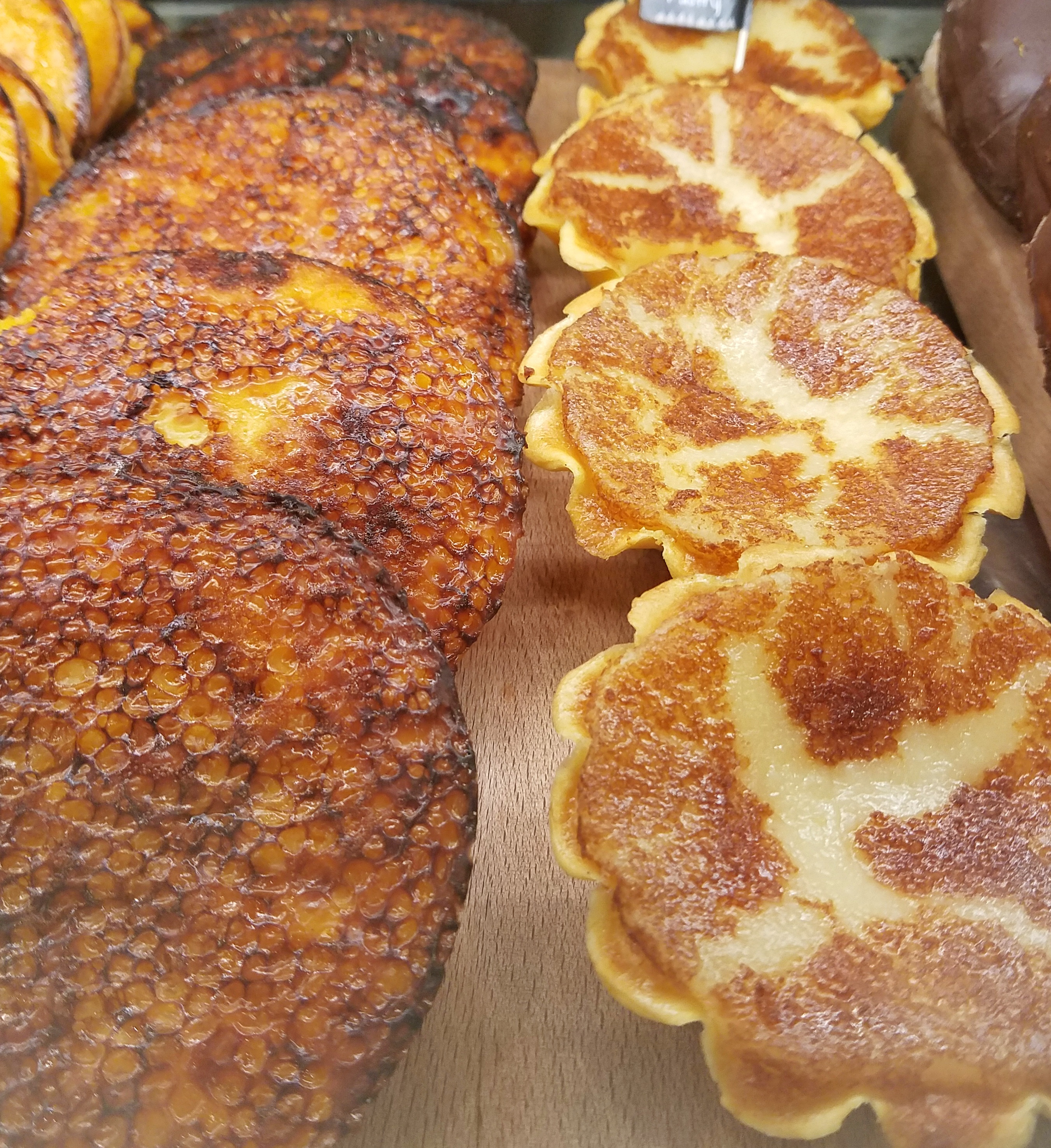
케이자다 (포르투갈)
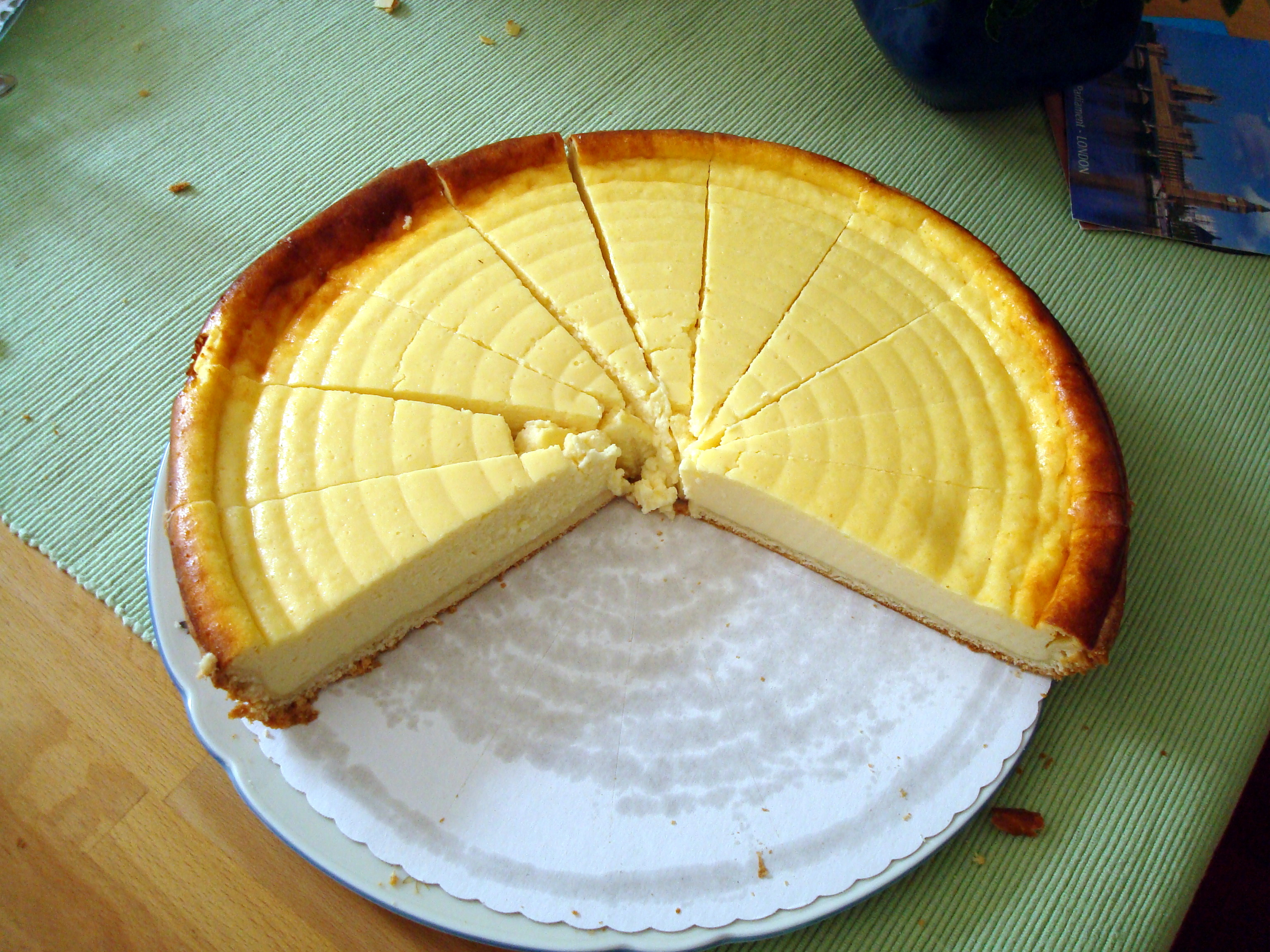
케제쿠헨 (독일)
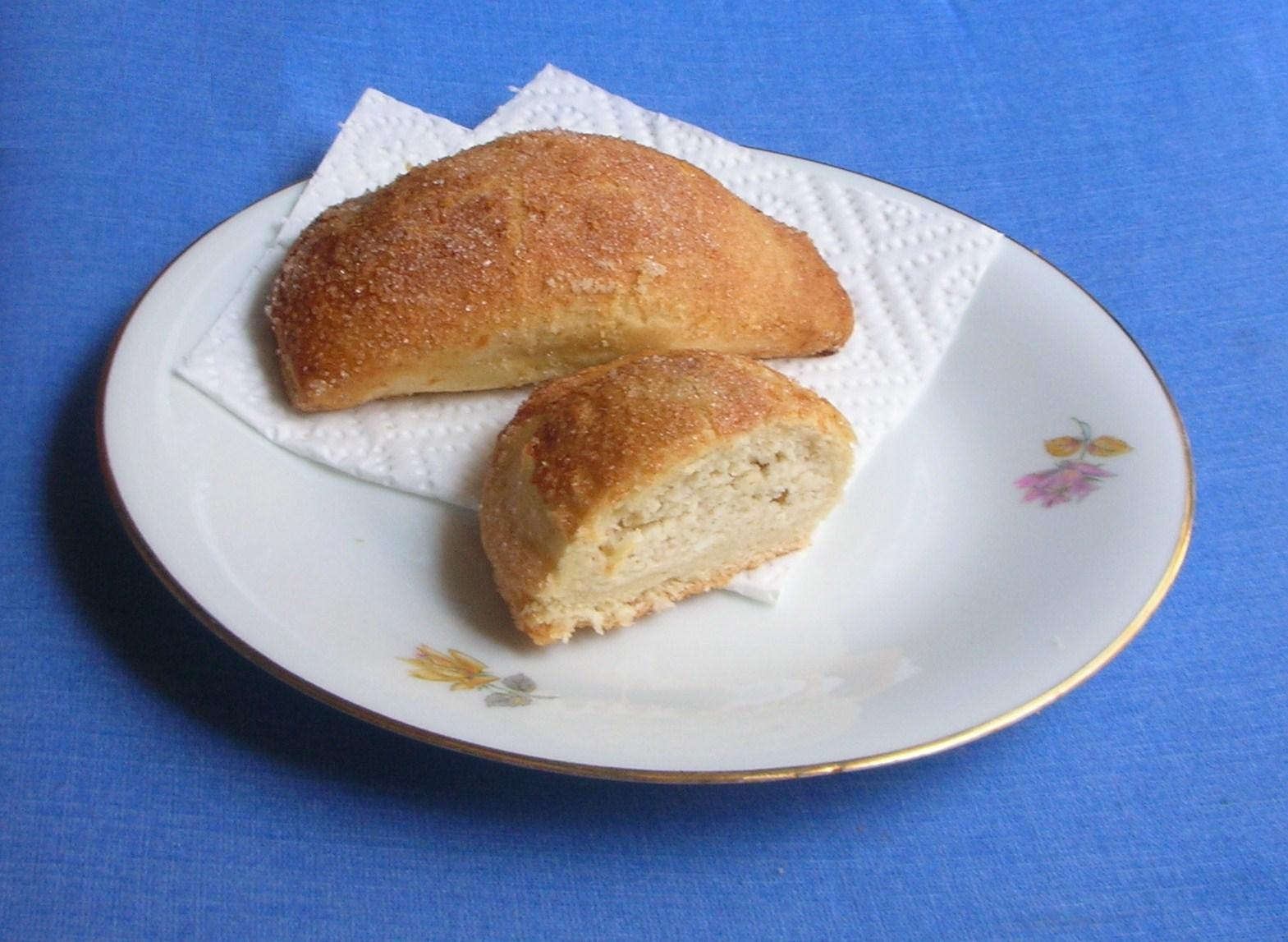
플라오 (카탈루냐)

## 같이 보기
- 쿠이